# Hans Sandberg (journalist)

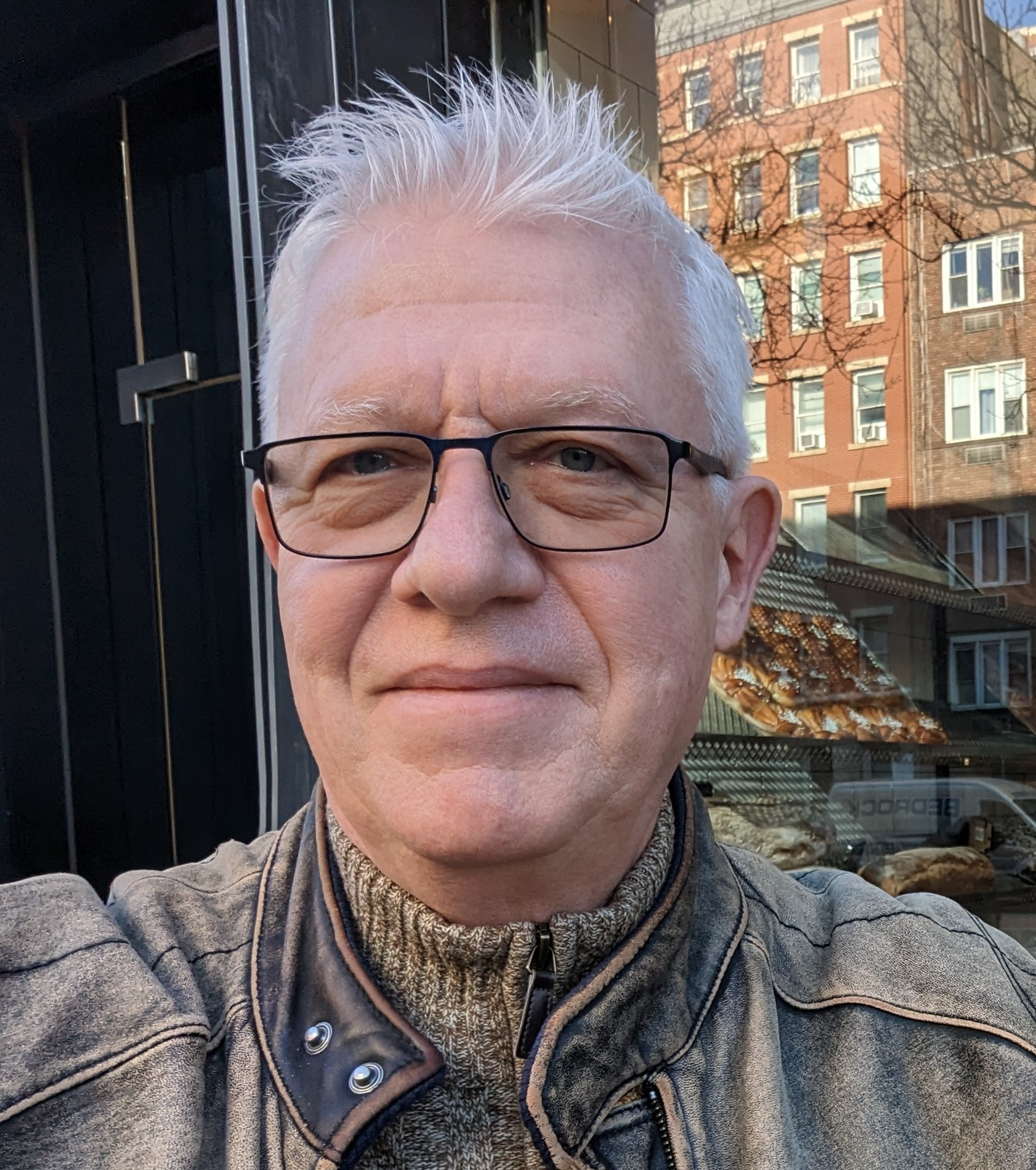
Hans Sandberg 2023.

Hans Sandberg, född 1953 i Stockholm, är en svensk-amerikansk journalist och författare bosatt i Princeton Junction i New Jersey.

## Biografi
Sandberg har en ekonomexamen från Stockholms universitet. Under 1980-talet var han under en tid datareporter och frilansjournalist. 1985 och 1986 genomförde han långa reportageresor i Kina. Han arbetade som USA-korrespondent 1989–2011 och var 2004–2011 chefredaktör för tidningen Currents, som gavs ut av SACC-USA (Swedish-American Chamber of Commerce, svensk-amerikanska handelskammaren). Mellan 2011 och 2021 var han redaktör och teknisk skribent vid Educational Testing Services (ETS) i Princeton, New Jersey. Han gick i pension 2022. 
Sandberg är gift med Lisa A. Sandberg (f. Piazza) och de har två vuxna söner. Hans Sandberg är son till konstnären Harald Sandberg (1912–1983) och Constance Sandberg, född Malmgren (1920–1997).